# Накоряково
Накоряково — село Нижнесергинского района  Свердловской области России, входит в состав муниципального образования «Клёновское сельское поселение». 

## География
Село Накоряково муниципального образования «Нижнесергинский муниципальный район», входит в состав муниципального образования «Клёновское сельское поселение», расположен в 26 километрах (по автотрассе в 63 километрах) к западу-северо-западу от города Нижние Серги, на берегах реки Пут (левый приток реки Бисерть, бассейн реки Уфа), выше устья реки Кайгыр.

## История посёлка
В селе работал землеустроителем выпускник Курского землеустроительного техникума Л.И. Брежнев, когда в 1929 году получил назначение на Урал. Леонид Ильич работал в Михайловском, а после в Бисертском районе, занимался в частности объединением в колхозы единоличных полос земли, им также было размечено место для строительства сельской школы.

## Покровская церковь
В 1915 году была построена деревянная, однопрестольная церковь, которая была освящена в честь Покрова Пресвятой Богородицы. Церковь была закрыта в 1930-е годы.

## Население
| 2002 | 2010 | 2021 |
| ---- | ---- | ---- |
| 436  | ↘357 | ↘246 |